# Associazione Calcio Trento 1921 2021-2022
Questa voce raccoglie le informazioni riguardanti l'AC Trento 1921 nelle competizioni ufficiali della stagione 2021-2022.

## Stagione
Nella stagione 2021-2022 il Trento disputa il girone A del campionato di Serie C, raccoglie 42 punti con il sedicesimo posto finale. Per ottenere la salvezza la squadra gialloblù ha dovuto giocare e vincere i Play-out contro il Giana Erminio, (2-3) a Gorgonzola e (1-0) al Briamasco. Allenato da Carmine Parlato il Trento ha raccolto 21 punti tanto nel girone di andata che nel ritorno. A quattro giornate dal termine, con la salvezza ancora in bilico, la squadra trentina cambia allenatore, si passa con Lorenzo D'Anna per centrare l'obiettivo di mantenere la categoria. Discreto il percorso nella Coppa Italia di Serie C dove nel primo turno il Trento vince (0-1) a Trieste, nel secondo turno supera il Seregno pareggiando (0-0) e vincendo (3-1) dopo i calci di rigore, poi negli ottavi di finale viene eliminato dall'Albinoleffe, (2-2) dopo i supplementari (8-7) per i bergamaschi dopo i rigori.

## Divise e sponsor
Il fornitore tecnico per la stagione 2021-2022 è Macron, mentre gli sponsor di maglia sono Wolf e Trentino.

## Rosa
Rosa aggiornata al 31 gennaio 2022.
| N. |                    | Ruolo | Calciatore           |
| -- | ------------------ | ----- | -------------------- |
| 1  | Italia (bandiera)  | P     | Matteo Cazzaro       |
| 2  | Italia (bandiera)  | D     | Davide Galazzini     |
| 3  | Italia (bandiera)  | D     | Riccardo Oddi        |
| 4  | Italia (bandiera)  | D     | Andrea Trainotti     |
| 5  | Brasile (bandiera) | C     | Gabriel Nunes        |
| 6  | Italia (bandiera)  | D     | Federico Simonti     |
| 7  | Italia (bandiera)  | C     | Carlo Caporali       |
| 8  | Italia (bandiera)  | C     | Luca Belcastro       |
| 9  | Italia (bandiera)  | A     | Matteo Chinellato    |
| 10 | Italia (bandiera)  | A     | Vincenzo Ferrara     |
| 10 | Italia (bandiera)  | A     | Riccardo Bocalon     |
| 11 | Italia (bandiera)  | A     | Cristian Pasquato    |
| 12 | Italia (bandiera)  | P     | Gabriele Marchegiani |
| 14 | Italia (bandiera)  | C     | Christian Scorza     |
| 15 | Italia (bandiera)  | C     | Tommaso Bonomi       |
| 18 | Italia (bandiera)  | D     | Leonardo Raggio      |

| N. |                    | Ruolo | Calciatore          |
| -- | ------------------ | ----- | ------------------- |
| 19 | Italia (bandiera)  | C     | Nicolas Izzillo     |
| 20 | Italia (bandiera)  | C     | Daniel Matteucci    |
| 21 | Nigeria (bandiera) | C     | Wilfred Osuji       |
| 22 | Italia (bandiera)  | P     | Mattia Chiesa       |
| 22 | Italia (bandiera)  | P     | Riccardo Pigozzo    |
| 23 | Italia (bandiera)  | D     | Matteo Dionisi      |
| 24 | Italia (bandiera)  | C     | Dion Ruffo Luci     |
| 25 | Italia (bandiera)  | A     | Samuele Vianni      |
| 26 | Italia (bandiera)  | D     | Filippo Carini      |
| 27 | Italia (bandiera)  | A     | Riccardo Barbuti    |
| 28 | Italia (bandiera)  | C     | Niccolò Bigica      |
| 29 | Italia (bandiera)  | D     | Mattia Seno         |
| 37 | Italia (bandiera)  | C     | Enrico Bearzotti    |
| 46 | Italia (bandiera)  | D     | Francesco Tabarelli |
| 90 | Italia (bandiera)  | A     | Pietro Fontana      |
| 99 | Italia (bandiera)  | A     | Emiliano Pattarello |

## Calciomercato

### Sessione estiva(dal 01/07 al 30/10)
| Acquisti | Acquisti          | Acquisti   | Acquisti   |
| R.       | Nome              | da         | Modalità   |
| -------- | ----------------- | ---------- | ---------- |
| P        | Mattia Chiesa     | Verona     | Prestito   |
| D        | Filippo Carini    | Imolese    | Definitivo |
| D        | Federico Simonti  | Fiorentina | Prestito   |
| D        | Riccardo Oddi     | Milan      | Prestito   |
| C        | Niccolò Bigica    | Fiorentina | Prestito   |
| C        | Dion Ruffo Luci   | Bologna    | Prestito   |
| A        | Matteo Chinellato | Imolese    | Definitivo |
| A        | Riccardo Barbuti  | Fano       | Definitivo |
| A        | Vincenzo Ferrara  | Fano       | Definitivo |

| Cessioni | Cessioni             | Cessioni            | Cessioni   |
| R.       | Nome                 | a                   | Modalità   |
| -------- | -------------------- | ------------------- | ---------- |
| P        | Nicola Baldessari    | Lavis               | Definitivo |
| D        | Matteo Ronchi        | Forlì               | Definitivo |
| D        | Alex Bran            | Cjarlins Muzane     | Definitivo |
| D        | Simone Salviato      | Treviso             | Definitivo |
| C        | Gabriel Leite Borges | Santa Maria Cilento | Definitivo |
| C        | Vincenzo Gatto       | Siena               | Definitivo |
| C        | Matteo Trevisan      | Lavis               | Definitivo |
| C        | Zeno Pilastro        |                     | Svincolato |
| C        | Gabriel Santuari     |                     | Svincolato |
| C        | Paolo Pinto          |                     | Svincolato |
| A        | Luca Rivi            | Luparense           | Definitivo |
| A        | Daniele Ferri Marini | Monterosi Tuscia    | Definitivo |
| A        | Grasjan Aliù         | Calvina Sport       | Definitivo |

### Operazioni esterne alle sessioni
| Acquisti | Acquisti             | Acquisti | Acquisti   |
| R.       | Nome                 | da       | Modalità   |
| -------- | -------------------- | -------- | ---------- |
| P        | Gabriele Marchegiani |          | svincolato |
| A        | Cristian Pasquato    |          | svincolato |

### Sessione invernale(dal 03/01 al 31/01)
| Acquisti | Acquisti         | Acquisti  | Acquisti |
| R.       | Nome             | da        | Modalità |
| -------- | ---------------- | --------- | -------- |
| P        | Riccardo Pigozzo | Venezia   | prestito |
| C        | Enrico Bearzotti | Catanzaro | prestito |

| Cessioni | Cessioni       | Cessioni     | Cessioni      |
| R.       | Nome           | a            | Modalità      |
| -------- | -------------- | ------------ | ------------- |
| P        | Mattia Chiesa  | Verona       | fine prestito |
| A        | Pietro Fontana | Levico Terme | prestito      |

## Risultati

### Serie C

#### Girone di andata
| Piacenza 29 agosto 2021, ore 17:30 CEST 1ª giornata | Piacenza          | 0 – 0 referto | Trento | Stadio Leonardo Garilli (800 spett.)\| Arbitro: \| Gemelli (Messina) \| |
| Arbitro:                                            | Gemelli (Messina) |               |        |                                                                         |

| Arbitro: | Rinaldi (Bassano del Grappa) |

|                                 |           |  |
| Pattarello 23’, 31’ Barbuti 86’ | Marcatori |  |

| Arbitro: | Gualtieri (Asti) |

|                                 |           |  |
| Casiraghi 53’ (rig.) Voltan 88’ | Marcatori |  |

| Arbitro: | Ancora (Roma) |

|              |           |  |
| Pasquato 31’ | Marcatori |  |

| Arbitro: | Bordin (Bassano del Grappa) |

|          |           |                    |
| Comi 77’ | Marcatori | 36’ (rig.) Barbuti |

| Arbitro: | Zanotti (Rimini) |

|                          |           |                                |
| Caporali 7’ Pasquato 10’ | Marcatori | 45’ Milillo 82’ (aut.) Barbuti |

| Arbitro: | Gigliotti (Cosenza) |

|                                           |           |  |
| Galuppini 31’, 40’ Silva 36’ Rossetti 67’ | Marcatori |  |

| Arbitro: | Crezzini (Siena) |

|             |           |  |
| Simonti 63’ | Marcatori |  |

| Arbitro: | Rutella (Enna) |

|                        |           |              |
| Chiricò 3’ Ronaldo 61’ | Marcatori | 90+1’ Carini |

| Arbitro: | Burlando (Genova) |

|               |           |                     |
| Belcastro 20’ | Marcatori | 4’ Guerra 83’ Luppi |

| Arbitro: | Pezzopane (L'Aquila) |

|               |           |  |
| Ricciardi 45’ | Marcatori |  |

| Arbitro: | Milone (Taurianova) |

|              |           |                              |
| Pasquato 49’ | Marcatori | 3’ Scardina 85’ (rig.) Varas |

| Arbitro: | Taricone (Perugia) |

|  |           |           |
|  | Marcatori | 28’ Nunes |

| Arbitro: | Bonacina (Bergamo) |

|             |           |               |
| Litteri 90’ | Marcatori | 50’ Belcastro |

| Arbitro: | Grasso (Ariano Irpino) |

|                                           |           |  |
| Trainotti 15’ Carini 60’ Ruffo Luci 90+4’ | Marcatori |  |

| Arbitro: | Andreano (Prato) |

|             |           |                |
| Capogna 49’ | Marcatori | 90+2’ Pasquato |

| Arbitro: | Galipò (Firenze) |

|  |           |              |
|  | Marcatori | 13’ Borghese |

| Arbitro: | Luongo (Napoli) |

|                           |           |             |
| Compagnon 79’ Miretti 87’ | Marcatori | 2’ Pasquato |

| Trento 18 dicembre 2021, ore 14:30 CET 19ª giornata | Trento                  | 0 – 0 referto | AlbinoLeffe | Stadio Briamasco (550 spett.)\| Arbitro: \| Mastrodomenico (Matera) \| |
| Arbitro:                                            | Mastrodomenico (Matera) |               |             |                                                                        |

#### Girone di ritorno
| Arbitro: | Ferrieri Caputi (Livorno) |

|                      |           |  |
| Belcastro 36’ (rig.) | Marcatori |  |

| Busto Arsizio 9 gennaio 2022, ore 18:00 CET 21ª giornata | Pro Patria    | 0 – 0 referto | Trento | Stadio Carlo Speroni (334 spett.)\| Arbitro: \| Ubaldi (Roma) \| |
| Arbitro:                                                 | Ubaldi (Roma) |               |        |                                                                  |

| Arbitro: | Monaldi (Macerata) |

|  |           |           |
|  | Marcatori | 56’ Rover |

| Gorgonzola 23 gennaio 2022, ore 14:30 CET 23ª giornata | Giana Erminio        | 0 – 0 referto | Trento | Stadio comunale Città di Gorgonzola (130 spett.)\| Arbitro: \| Pezzopane (L'Aquila) \| |
| Arbitro:                                               | Pezzopane (L'Aquila) |               |        |                                                                                        |

| Trento 30 gennaio 2022, ore 15:00 CET 24ª giornata | Trento              | 0 – 0 referto | Pro Vercelli | Stadio Briamasco (600 spett.)\| Arbitro: \| Di Cicco (Lanciano) \| |
| Arbitro:                                           | Di Cicco (Lanciano) |               |              |                                                                    |

| Arbitro: | Di Cairano (Ariano Irpino) |

|                  |           |  |
| Monachello 45+1’ | Marcatori |  |

| Arbitro: | Turrini (Firenze) |

|  |           |                          |
|  | Marcatori | 64’ Cicconi 90+3’ Chakir |

| Arbitro: | Zucchetti (Foligno) |

|          |           |                          |
| Blue 10’ | Marcatori | 18’ Bocalon 52’ Pasquato |

| Arbitro: | Di Graci (Como) |

|                           |           |                                |
| Bocalon 9’ Pattarello 52’ | Marcatori | 33’ Bifulco 40’ (rig.) Ronaldo |

| Arbitro: | Cherchi (Carbonia) |

|            |           |  |
| Guerra 57’ | Marcatori |  |

| Arbitro: | Villa (Rimini) |

|  |           |               |
|  | Marcatori | 90+5’ Contini |

| Crema 13 marzo 2022, ore 14:30 CET 31ª giornata | Pergolettese              | 0 – 0 referto | Trento | Stadio Giuseppe Voltini (396 spett.)\| Arbitro: \| Ferrieri Caputi (Livorno) \| |
| Arbitro:                                        | Ferrieri Caputi (Livorno) |               |        |                                                                                 |

| Arbitro: | Castellone (Napoli) |

|                      |           |                   |
| Belcastro 72’ (rig.) | Marcatori | 35’ (rig.) Zigoni |

| Arbitro: | Nicolini (Brescia) |

|                                 |           |              |
| Chinellato 86’ Pattarello 90+1’ | Marcatori | 68’ G. Gomez |

| Arbitro: | Andreano (Prato) |

|                         |           |             |
| Nesta 2’ T. Morosini 6’ | Marcatori | 56’ Bocalon |

| Trento 2 aprile 2022, ore 17:30 CEST 35ª giornata | Trento                  | 0 – 0 referto | Pro Sesto | Stadio Briamasco (700 spett.)\| Arbitro: \| Arace (Lugo di Romagna) \| |
| Arbitro:                                          | Arace (Lugo di Romagna) |               |           |                                                                        |

| Seregno 10 aprile 2022, ore 17:30 CEST 36ª giornata | Seregno                      | 0 – 0 referto | Trento | Stadio Ferruccio (250 spett.)\| Arbitro: \| Rinaldi (Bassano del Grappa) \| |
| Arbitro:                                            | Rinaldi (Bassano del Grappa) |               |        |                                                                             |

| Arbitro: | Gigliotti (Cosenza) |

|                    |           |           |
| Izzillo 78’ (rig.) | Marcatori | 44’ Soulé |

| Arbitro: | Fiero (Pistoia) |

|             |           |                           |
| Manconi 20’ | Marcatori | 35’, 90+1’, 90+3’ Bocalon |

#### Play-out
| Arbitro: | F. Longo (Paola) |

|                            |           |                                        |
| Perico 16’ Palazzolo 90+1’ | Marcatori | 61’ Izzillo 67’ Trainotti 85’ Pasquato |

| Arbitro: | Di Cairano (Ariano Irpino) |

|             |           |  |
| Bocalon 10’ | Marcatori |  |

### Coppa Italia Serie C
| Arbitro: | Lovison (Padova) |

|  |           |                      |
|  | Marcatori | 56’ (rig.) Belcastro |

| Arbitro: | Acanfora (Castellammare di Stabia) |

|                                    |                      |                              |
| Caporali Simonti Izzillo Belcastro | Tiri di rigore 3 – 1 | D'Andrea Cocco Marino Solcia |

| Arbitro: | Perri (Roma) |

|                                                                                    |                      |                                                                                    |
| Ravasio 86’ Tomaselli 116’                                                         | Marcatori            | 48’ Barbuti 120+1’ Scorza                                                          |
| De Felice Tomaselli Nichetti Muzio Ravasio Marchetti Saltarelli Gusu Concas Miculi | Tiri di rigore 8 – 7 | Nunes Carini Chinellato Ruffo Luci Vianni Pattarello Scorza Seno Trainotti Simonti |

## Statistiche

### Statistiche di squadra
Statistiche aggiornate al 1º luglio 2021.
| Competizione         | Punti | In casa | In casa | In casa | In casa | In casa | In casa | In trasferta | In trasferta | In trasferta | In trasferta | In trasferta | In trasferta | Totale | Totale | Totale | Totale | Totale | Totale | DR |
| Competizione         | Punti | G       | V       | N       | P       | Gf      | Gs      | G            | V            | N            | P            | Gf           | Gs           | G      | V      | N      | P      | Gf     | Gs     | DR |
| -------------------- | ----- | ------- | ------- | ------- | ------- | ------- | ------- | ------------ | ------------ | ------------ | ------------ | ------------ | ------------ | ------ | ------ | ------ | ------ | ------ | ------ | -- |
| Serie C              | 0     | 0       | 0       | 0       | 0       | 0       | 0       | 0            | 0            | 0            | 0            | 0            | 0            | 0      | 0      | 0      | 0      | 0      | 0      | 0  |
| Coppa Italia Serie C | -     | 0       | 0       | 0       | 0       | 0       | 0       | 0            | 0            | 0            | 0            | 0            | 0            | 0      | 0      | 0      | 0      | 0      | 0      | 0  |
| Totale               | -     | 0       | 0       | 0       | 0       | 0       | 0       | 0            | 0            | 0            | 0            | 0            | 0            | 0      | 0      | 0      | 0      | 0      | 0      | 0  |

### Andamento in campionato
| Giornata  | 1 | 2 | 3 | 4 | 5 | 6 | 7 | 8 | 9 | 10 | 11 | 12 | 13 | 14 | 15 | 16 | 17 | 18 | 19 | 20 | 21 | 22 | 23 | 24 | 25 | 26 | 27 | 28 | 29 | 30 | 31 | 32 | 33 | 34 | 35 | 36 | 37 | 38 |
| --------- | - | - | - | - | - | - | - | - | - | -- | -- | -- | -- | -- | -- | -- | -- | -- | -- | -- | -- | -- | -- | -- | -- | -- | -- | -- | -- | -- | -- | -- | -- | -- | -- | -- | -- | -- |
| Luogo     |   |   |   |   |   |   |   |   |   |    |    |    |    |    |    |    |    |    |    |    |    |    |    |    |    |    |    |    |    |    |    |    |    |    |    |    |    |    |
| Risultato |   |   |   |   |   |   |   |   |   |    |    |    |    |    |    |    |    |    |    |    |    |    |    |    |    |    |    |    |    |    |    |    |    |    |    |    |    |    |
| Posizione |   |   |   |   |   |   |   |   |   |    |    |    |    |    |    |    |    |    |    |    |    |    |    |    |    |    |    |    |    |    |    |    |    |    |    |    |    |    |

Legenda:

Luogo: C = Casa; T = Trasferta. Risultato: V = Vittoria; N = Pareggio; P = Sconfitta.